# Henry Salvat
Henry Salvat (Caracas, Venezuela, 20 de julio de 1942 - La Guaira, Venezuela, 18 de abril de 2023) fue un cantante, actor, modelo, locutor y disc-jockey radial de nacionalidad venezolana. Salvat es conocido internacionalmente en la industria del doblaje latinoamericano por haber interpretado a Freddy Krueger en la versión al español de Las pesadillas de Freddy y a Beetlejuice en la película homónima ganadora de un Premió Óscar.

## Biografía
Salvat nació en Caracas, Venezuela. En 1968 salto a la fama con su tema musical "Dulce de coco" lo que le permitió reconocimiento artístico en toda Venezuela. Se destacó como locutor de múltiples emisoras de radio además de que fue actor en numerosas telenovelas de las cadenas de televisión: Venevision, RCTV y Venezolana de Televisión.
Fue la voz en español oficial para el icónico personaje de terror Freddy Krueger en la serie de  finales de los 90's: Las pesadillas de Freddy de la franquicia A Nightmare on Elm Street, también fue la voz de Beetlejuice en la película Beetlejuice: el súper fantasma de Tim Burton.

## Discografía
- 1968: Henry Salvat
- 1968: Cancion de verano
- 1969: De gran gala
- 1970: Luces de la avenida
- 1971:Detén tu vuelo
- 1974: ¡Ay No Digas!
- 1976: Que Seas Feliz
- 1978":Con El  Insinuante Mirar

## Filmografía

### Doblaje
| Año       | Título                                       | Personaje                                   | Nota                                                                                                 |
| --------- | -------------------------------------------- | ------------------------------------------- | --- |
| 1992-1995 | Batman: la serie animada                     | Simon Trent / Fantasma Gris / Rupert Thorne | Serie animada                                                                                        |
| 1991-1992 | Tazmania                                     | Bob                                         | |
| 1989      | Terror a bordo (Dead Calm)                   | John Ingram (Sam Neill)                     | Película dirigida por Phillip Noyce                                                                  |
| 1989-1990 | Las pesadillas de Freddy                     | Freddy Krueger (Robert Englund)             | Serie de la franquicia A Nightmare on Elm Street                                                     |
| 1988      | Beetlejuice: El súper fantasma               | Beetlejuice (Michael Keaton)                | Película dirigida por Tim Burton Ganadora del premio Óscar al mejor maquillaje y peluquería en 1988. |
| 1988      | Un lugar en ninguna parte (Running on Empty) | Arthur Pope (Judd Hirsch)                   | Película dirigida por Sidney Lumet                                                                   |
| 1988      | Super Xuxa Contra Baixo Astral               | Bajo astral (Guilherme Karan)               | |

### Telenovelas
| Año       | Título                       | Personaje                   | Cadena     |                         |
| --------- | ---------------------------- | --------------------------- | ---------- | ----------------------- |
| 2015      | Guerreras y Centauros        | Manuel de la Peña           | Tves       |                         |
| 2014      | Los secretos de Lucía        | Venevision plus             |            |                         |
| 2007      | El gato tuerto               | Baldomero Peréz             | Televen    |                         |
| 2000      | Muñeca de trapo (telenovela) | Federico Ballesteros        | Venevisión |                         |
| 1998      | Así es la vida               |                             | Venevision |                         |
| 1996      | El perdón de los pecados     | Juan Fernando Iturriza      | Venevision |                         |
| 1995-1998 | La Mujer de Nadie            | Ésteban Rodriguez Fernandez | Venevision | Id Red Canal Television |
| 1995      | Dulce enemiga                | Alfonso Monteverde          | Venevision |                         |
| 1993      | Amor de papel                | Ésteban Luján               | Venevision |                         |
| 1992      | Macarena                     |                             | Venevision |                         |
| 1991      | Inés Duarte, secretaria      | Roberto Bracho              | Venevision |                         |
| 1991      | La mujer prohibida           | Olivo Santos Salinas        | Venevision |                         |
| 1991      | Mundo de fieras              | Ángel                       | Venevision |                         |
| 1989      | Maribel                      |                             | Venevision |                         |
| 1986      | Esa muchacha de ojos café    | Fermín                      | Venevision |                         |
| 1986      | Cantaré por ti               |                             | Venevision |                         |
| 1984-1985 | Diana Carolina               | Carlos                      | Venevision |                         |
| 1982      | Lo que no se perdona         | Gustavo Adolfo              | Venevision |                         |
| 1982      | La Heredera                  |                             | Venevision |                         |
| 1982      | El retorno de Ana Rosa       | Pedro Arturo Soto           | Venevision |                         |
| 1981      | Andreína                     |                             | Venevision |                         |
| 1981      | María Fernanda               | Simón                       | Venevision |                         |
| 1980      | El amor nuestro de cada día  |                             |            |                         |
| 1979      | Vida                         | Dr. Gaspar Nel              | VTV        |                         |
| 1979      | La mentira                   |                             | VTV        |                         |
| 1977      | Ondina                       |                             | VTV        |                         |
| 1977      | Stella                       |                             | VTV        |                         |
| 1975      | Caminos de juventud          |                             | VTV        |                         |
| 1975      | Tormenta                     |                             | VTV        |                         |
| 1974      | Tuya para siempre            |                             | VTV        |                         |
| 1974      | Amor a millón                |                             | VTV        |                         |
| 1973      | Amor en el aire              |                             | VTV        |                         |
| 1973      | María Soledad                |                             | VTV        |                         |
| 1965      | El derecho de nacer          |                             | RCTV       |                         |
| 1964      | Historia de tres hermanas    |                             | RCTV       |                         |
| 1963      | La flor del mata palo        |                             | RCTV       |                         |

### Programas y Series
| Año       | Título                 | Cadena     |
| --------- | ---------------------- | ---------- |
| 2004      | Archivos del más allá  | RCTV       |
| 2000      | Historia Musical       | Venevision |
| 1999      | La calle de los sueños | Venevision |
| 1986      | Él Ángel del barrio    | Venevision |
| 1974      | Lucerito               | VTV        |
| 1974      | Los huerfanitos        | VTV        |
| 1967      | La gogoteca            |            |
| 1967      | El club musical        |            |
| 1963-1964 | Se necesita una amiga  | RCTV       |

### Radionovelas
- La dama de las camelias
- La loca luz caraballo
- La piel de sapa